# Bathypogon hamaturus
Bathypogon hamaturus är en tvåvingeart som beskrevs av Hull 1956. Bathypogon hamaturus ingår i släktet Bathypogon och familjen rovflugor. Inga underarter finns listade i Catalogue of Life.